# Быстрицкий, Андрей Андреевич
Андрей Андреевич Быстрицкий — (1799 —1872) — подпоручик Черниговского пехотного полка, декабрист. Участвовал в восстании Черниговского полка, за что военным судом был приговорён к 20 годам каторги.

## Биография
Быстрицкий происходил из дворян Киевской губернии. В службу вступил юнкером в Черниговский конно-егерский полк в 1817 году, в 1819 году был переведён в Черниговский пехотный полк, 29 апреля того же года произведён в прапорщики, а 4 мая 1823 года — в подпоручики.
Участвовал в восстании Черниговского полка. Военным судом при Главной квартире Первой армии в Могилёве приговорён к смертной казни, по заключению Аудиториатского департамента (получившему Высочайшую конфирмацию 12 июля 1826 года) приговорён к лишению чинов и дворянства и ссылке в Сибирь на каторгу без указания срока. Отправлен из Киева по этапу пешком вместе с И. И. Сухиновым, А. Е. Мозалевским и В. Н. Соловьёвым. Каторгу отбывал в Чите и Петровском заводе. По указу 10 июля 1839 отправлен на поселение в селе Хомутово Кудинской волости Иркутской губернии. В 1850 году в связи с 25-летием царствования Императора Николая I Быстрицкий получил разрешение жить в Сибири по своему выбору под строжайшим надзором.
После общей амнистии декабристам в связи с коронацией Императора Александра II 26 августа 1856 года вернулся из Сибири и поселился в Могилёве-Подольском, в 1858 году по его ходатайству назначено пособие от казны.